# Młynky (obwód charkowski)
Młynky (ukr. Млинки) – wieś na Ukrainie, w obwodzie charkowskim, w rejonie kupiańskim. W 2001 liczyła 582 mieszkańców, spośród których 524 posługiwało się językiem ukraińskim, 51 rosyjskim, 4 ormiańskim, 1 polskim, a 2 innym.